# Veliki Jovanovac
Veliki Jovanovac (en serbe cyrillique : Велики Јовановац) est un village de Serbie situé dans la municipalité de Pirot, district de Pirot. Au recensement de 2011, il comptait 335 habitants.

## Démographie
| 1948 | 1953 | 1961 | 1971 | 1981 | 1991 | 2002 | 2011 |
| ---- | ---- | ---- | ---- | ---- | ---- | ---- | ---- |
| 939  | 920  | 815  | 719  | 609  | 487  | 395  | 335  |

|  |